# 第86屆奧斯卡金像獎
第86屆奧斯卡金像獎（英語：86th Academy Awards）是美國電影藝術與科學學會為表彰2013年度傑出電影所頒發的獎項，頒獎典禮訂於2014年3月2日在加州洛杉磯好萊塢的杜比劇院舉行，本屆頒獎典禮為避免受到在俄國索契舉辦的2014年冬季奧林匹克運動會影響，因此較往年延後一周進行。頒獎典禮由美國廣播公司負責轉播工作，並由艾倫·狄珍妮繼2007年第79屆奧斯卡金像獎後再度接下主持棒。此屆的主題為「英雄」，向歷年來在電影中曾出現的超級英雄以及塑造英雄的電影人致敬。
2013年9月5日，美國影藝學院先行頒發奧斯卡榮譽獎，得主分別為演員暨製片人史提夫·馬丁、演員安吉拉·蘭斯伯里以及服裝設計師皮耶罗·托西。安吉丽娜·朱莉則獲頒人道精神獎。
本届奥斯卡最大赢家为墨西哥导演艾方索·柯朗执导的《地心引力》，获得最佳导演、最佳摄影、最佳剪辑、最佳原创音乐、最佳视觉效果、最佳音效剪辑和最佳音效共计七个奖项，艾方索·柯朗也因此成为首位夺得奥斯卡最佳导演奖的墨西哥导演。第二赢家为英国非裔导演史蒂夫·麦奎因执导的《为奴十二年》，赢得最佳影片、最佳改编剧本和最佳女配角三个奖项；而讲述艾滋病题材的《达拉斯买家俱乐部》拿下最佳男主角、最佳男配角和化妆与发型设计三个奖项。
凱瑟琳·馬丁則以《大亨小傳》獲得最佳服裝設計與最佳藝術指導兩個獎項，與獲得最佳導演、剪輯獎的艾方索·柯朗皆為本屆雙料得主。本次颁奖典礼的转播吸引了近4400万美国观众收看，是自2000年第72届奥斯卡金像奖以来最受瞩目的一届奥斯卡典礼。

## 入圍與得獎名單
2014年1月16日，第86届奥斯卡金像奖提名名单于加利福尼亚州比佛利山庄塞缪尔·戈尔德温剧院揭晓，学院主席谢里尔·布恩·艾萨克斯和演员克里斯·海姆斯沃思出席仪式。《地心引力》和《美国骗局》分别以10项提名领跑。获奖者将于2014年3月2日当天的颁奖典礼中公布。《美国骗局》成为大卫·欧·拉塞尔连续第二部包揽演员类别提名的电影，也是奥斯卡史上第十五部达到这一级别的电影，也是继《纽约黑帮》和《真實的勇氣》后第三部十项提名全部落空的电影 。史蒂夫·麦奎因成为首位导演最佳影片的黑人导演，是第三个获得该提名的黑人导演。最佳男主角和最佳男配角由马修·麦康纳和杰瑞德·莱托摘得，让《达拉斯买家俱乐部》成为史上第五部包揽男性表演奖的影片。凯特·布兰切特职业生涯中六度提名，最終获得最佳女主角奖。露琵塔·尼咏欧成为奥斯卡历史上第16位凭处女作获表演类奖项的演员，也是其中第9位最佳女配角得主。最佳原创歌曲共同得主罗伯特·洛佩兹，成为包揽奥斯卡金像奖、艾美奖、格莱美奖和托尼奖最年轻的个人，是获得全部殊荣的第12人。

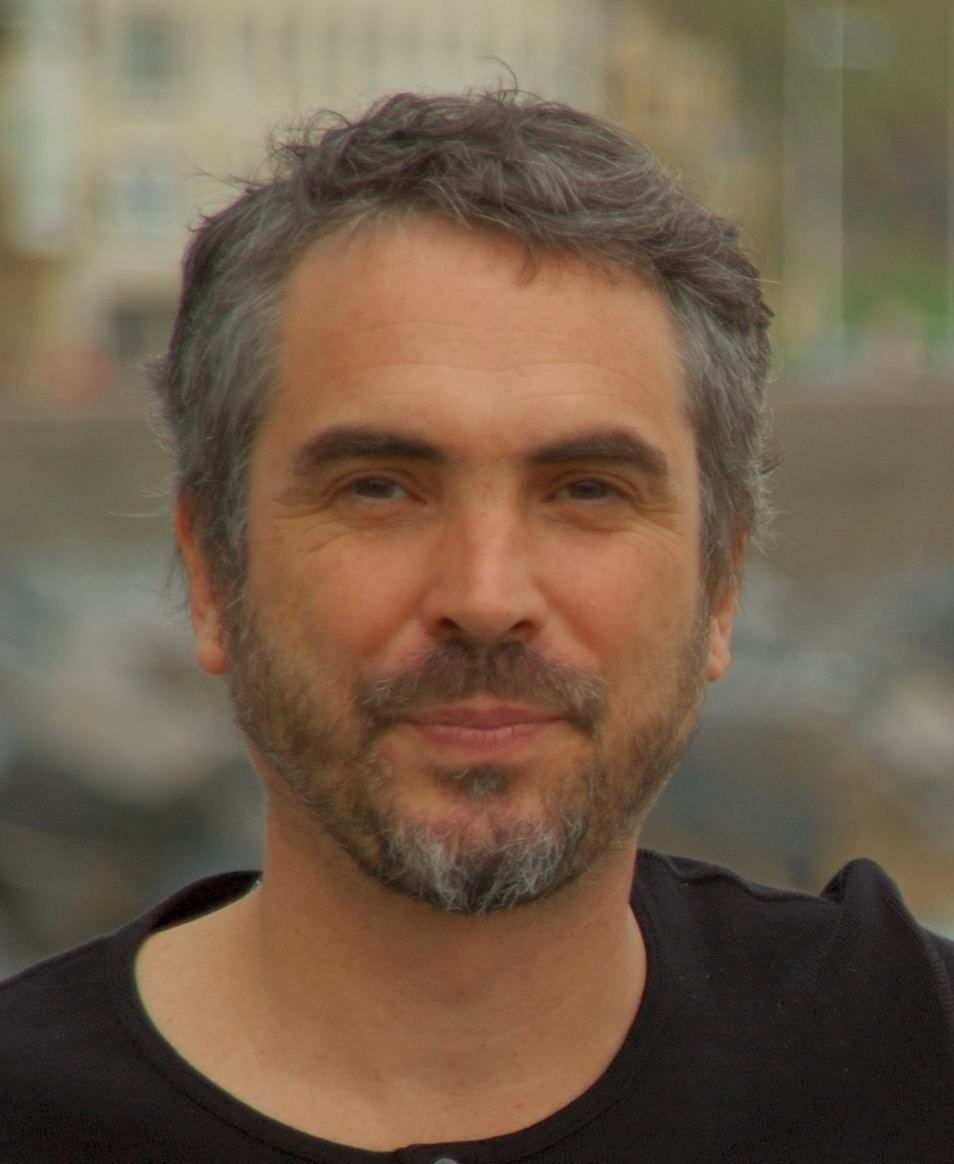
最佳導演
艾方索·柯朗

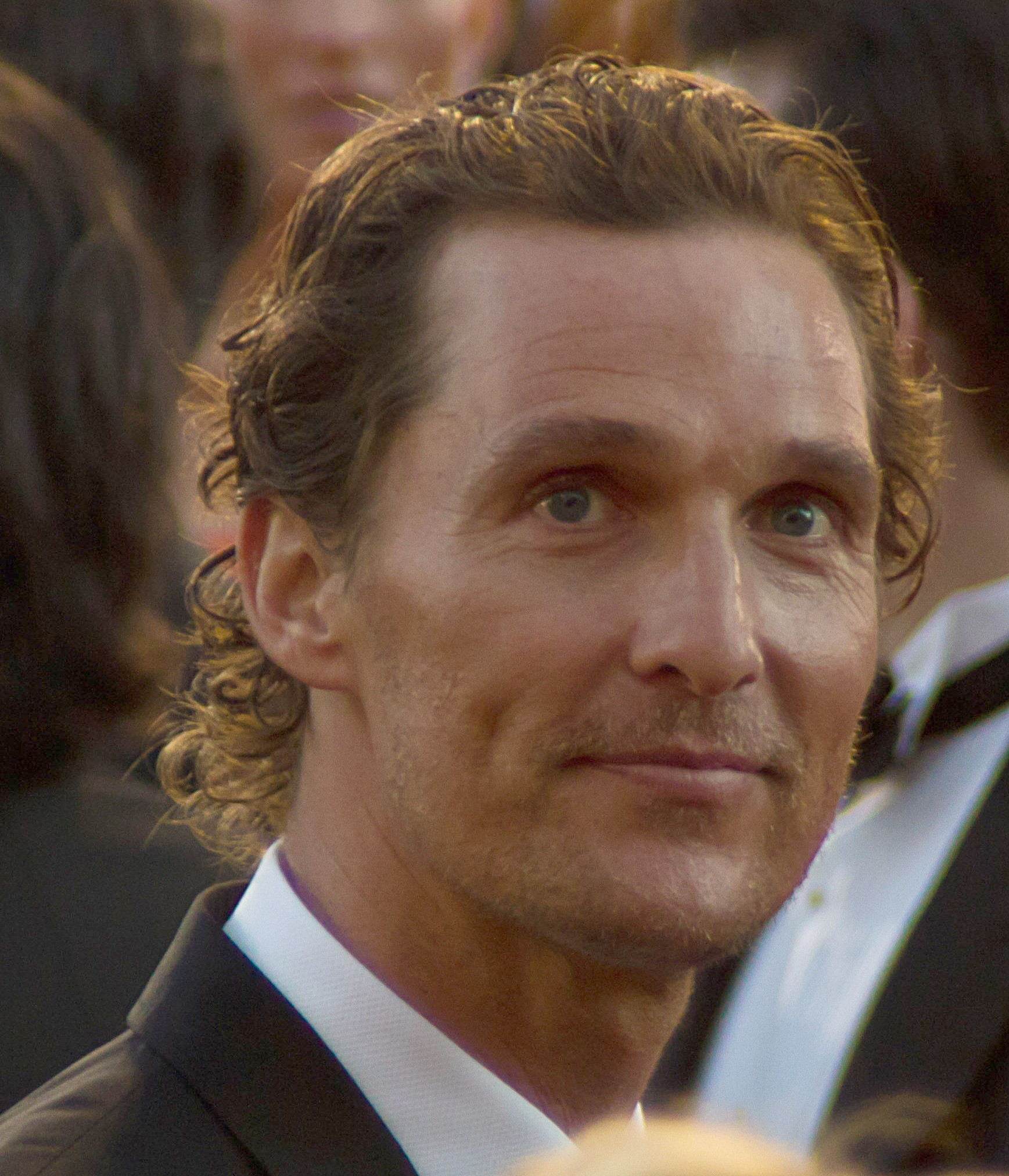
最佳男主角
馬修·麥康納

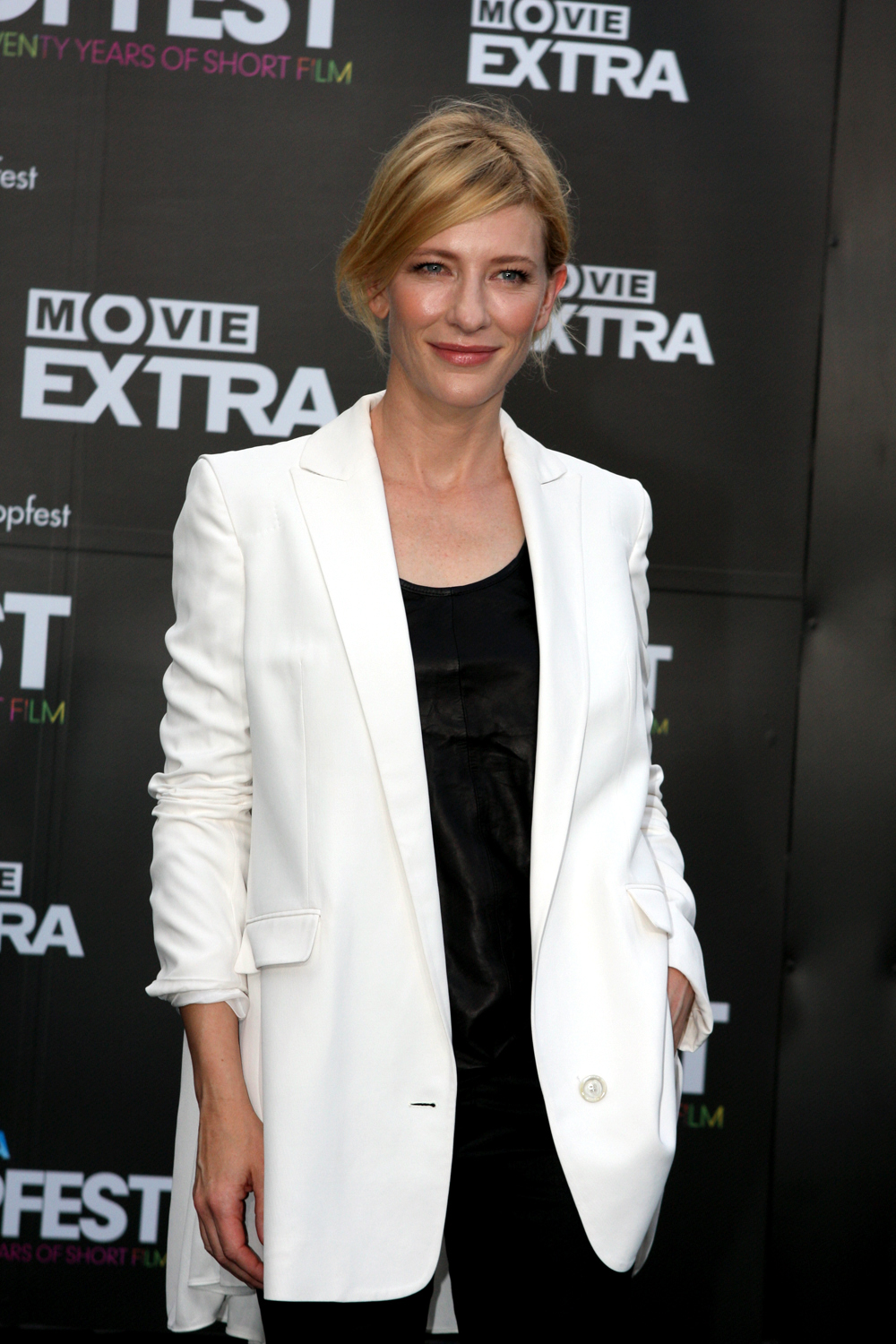
最佳女主角
凱特·布蘭琪

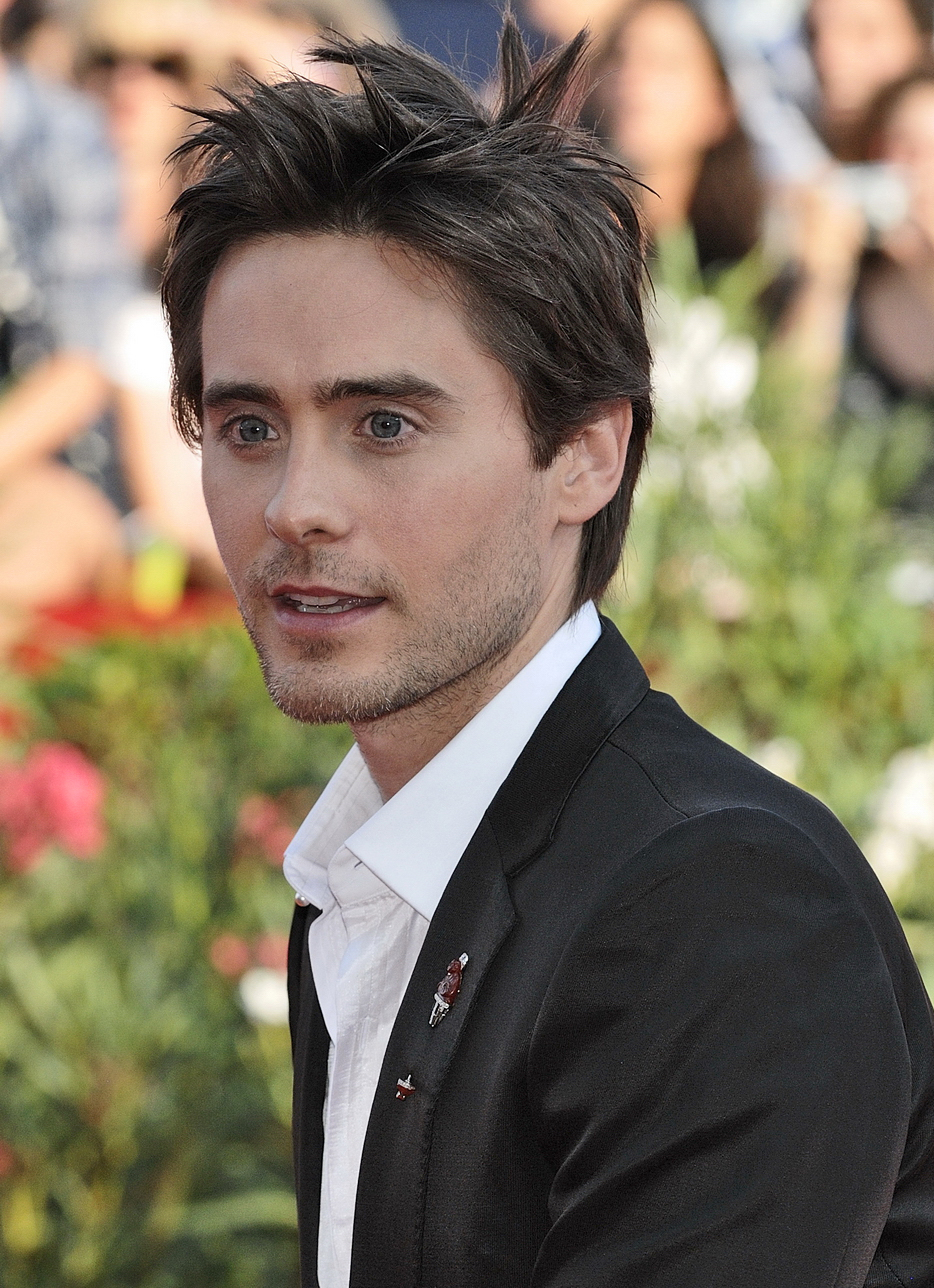
最佳男配角
杰瑞德·莱托

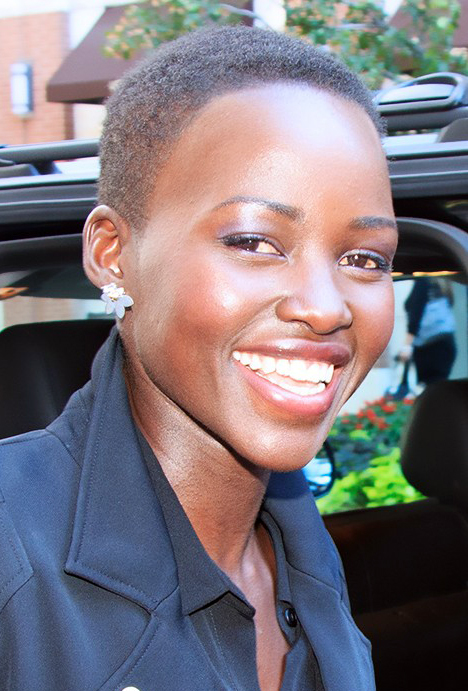
最佳女配角
露琵塔·尼詠歐

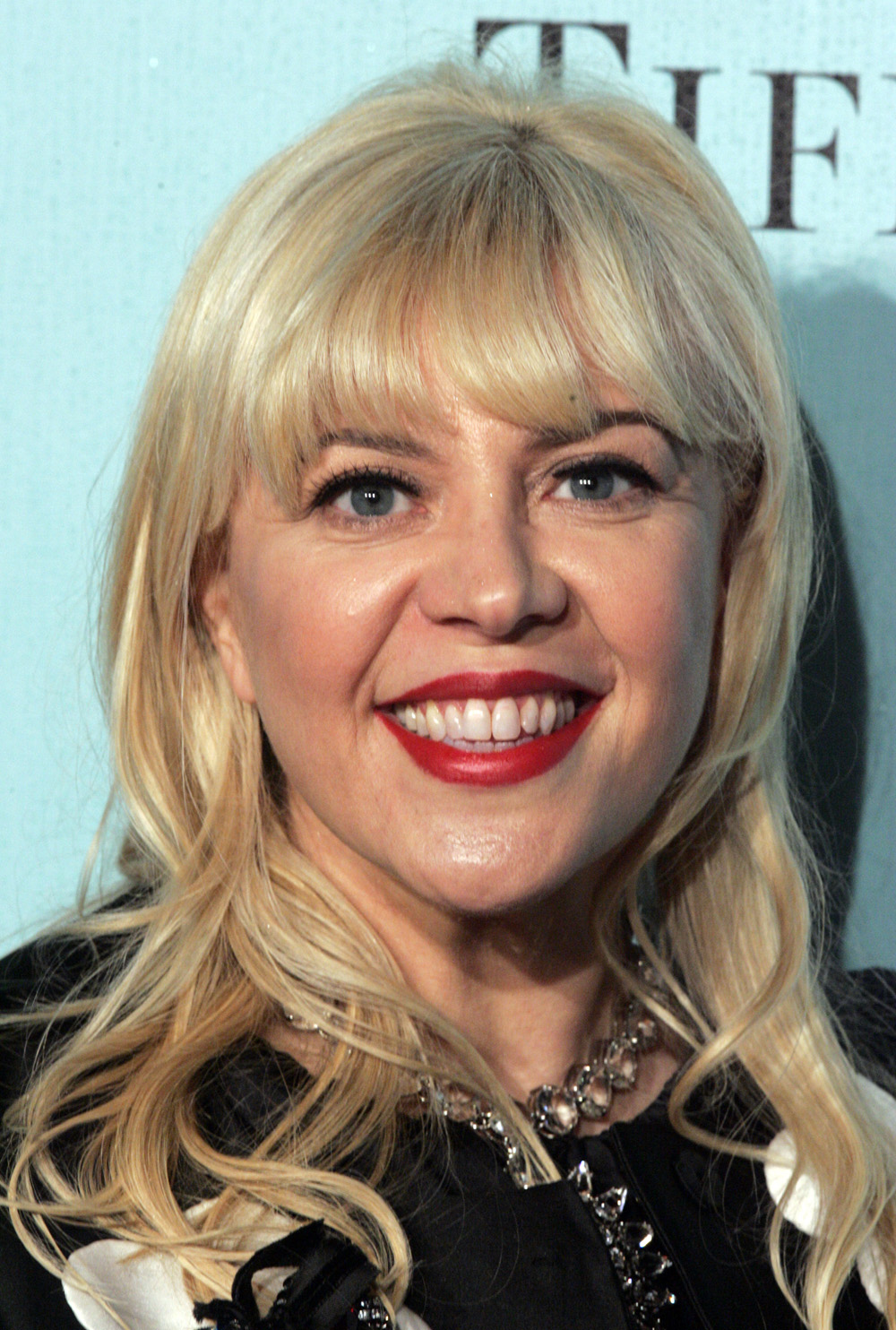
本屆雙料得主之一
最佳藝術設計、最佳服裝設計
凱瑟琳·馬丁

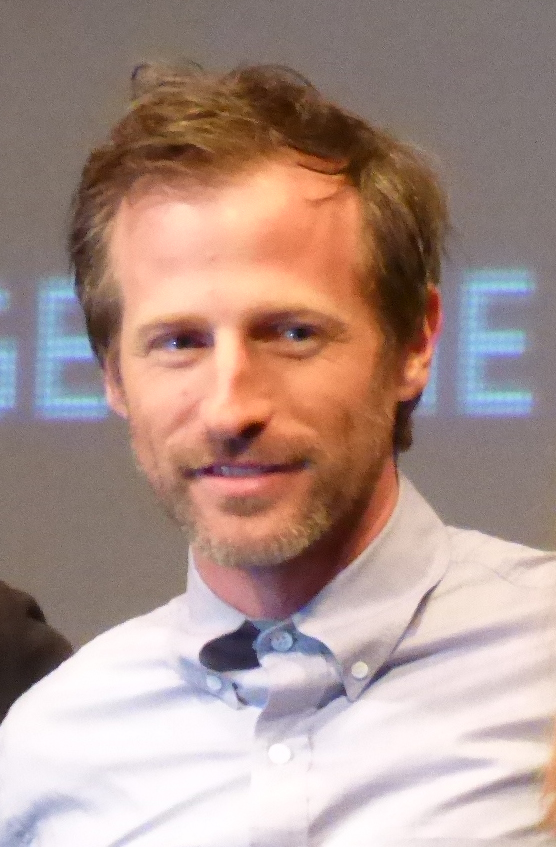
最佳原创剧本斯派克·琼斯

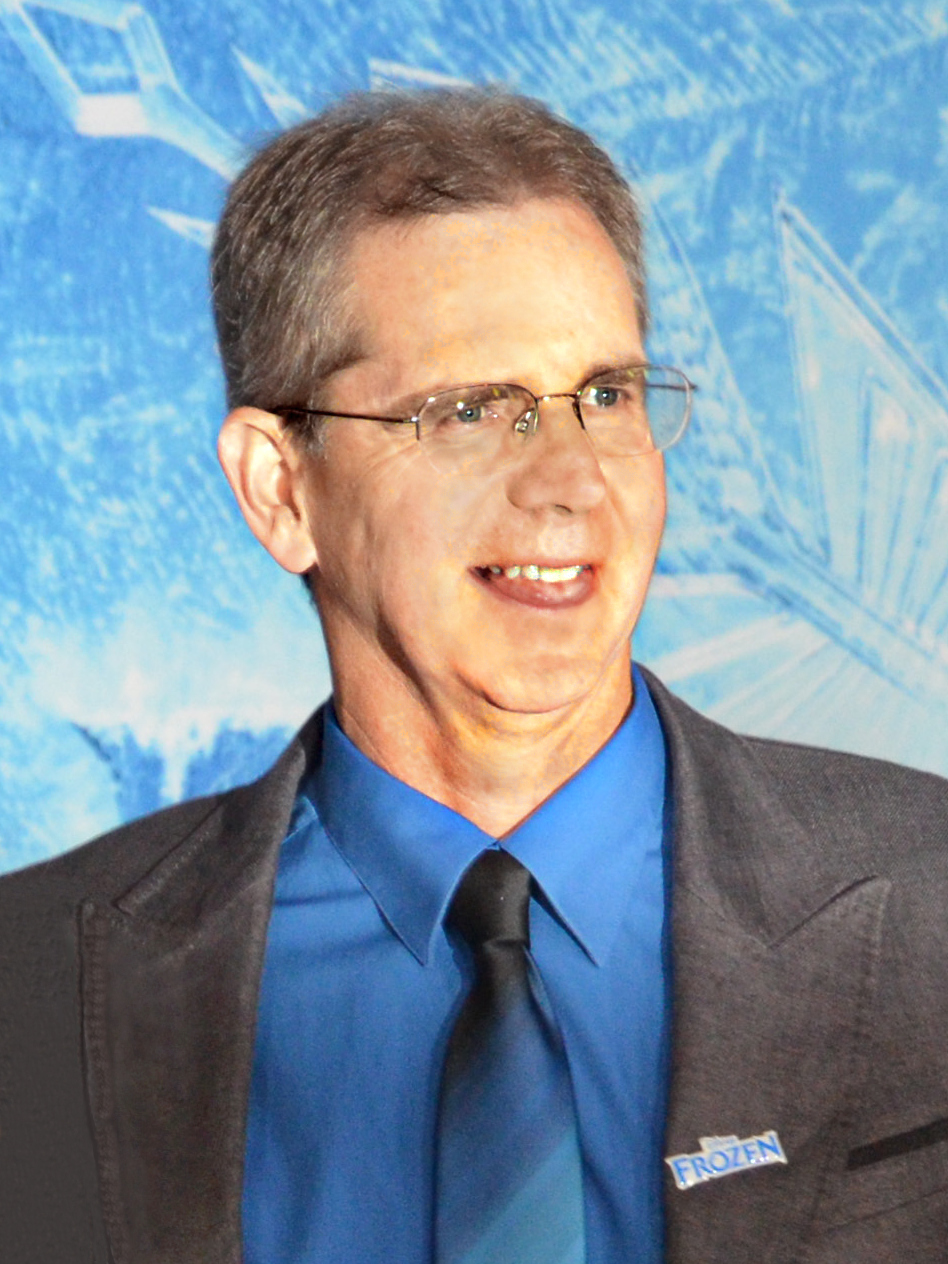
最佳动画片奖得主之一克里斯·巴克

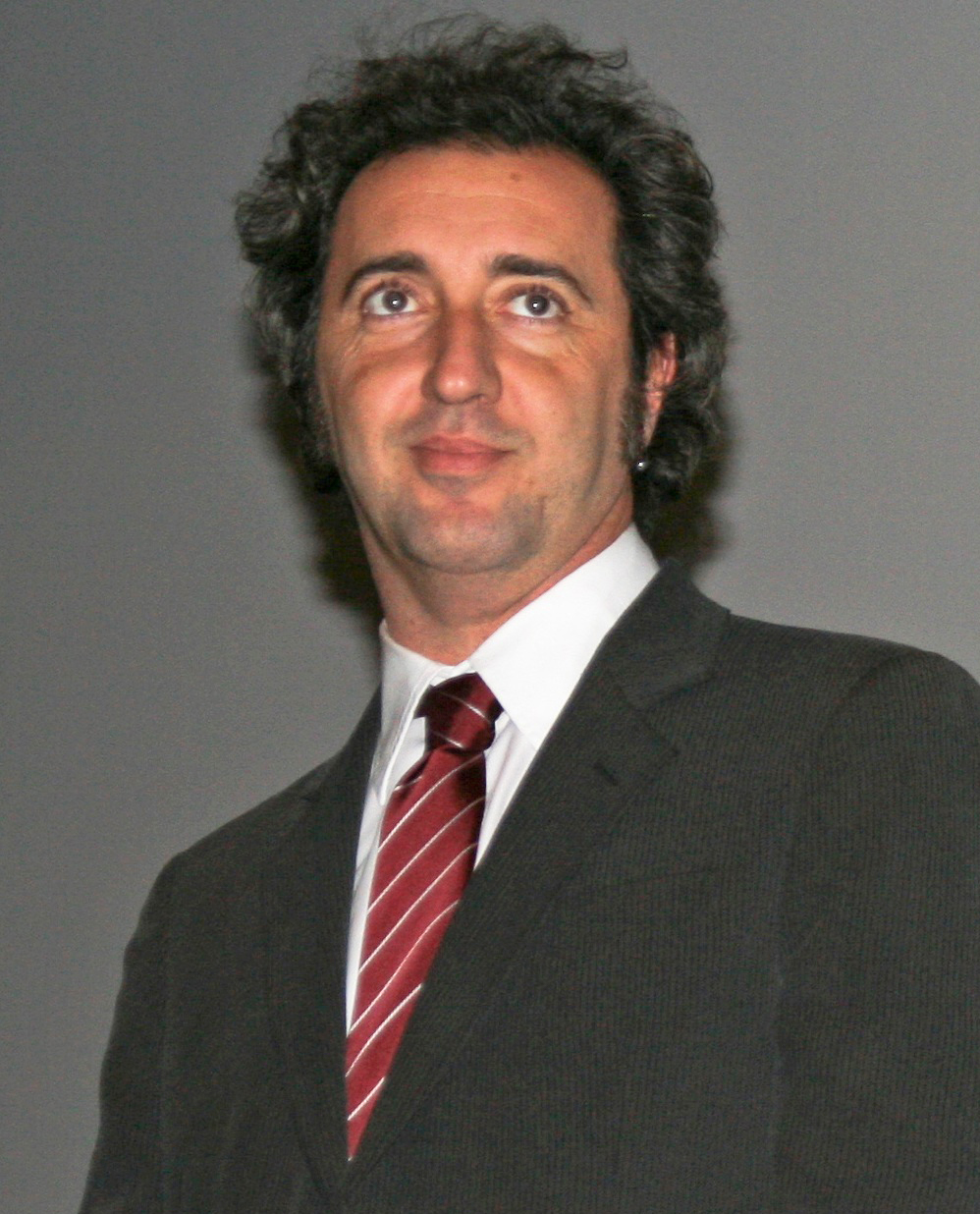
最佳外语片奖得主保罗·索伦蒂诺

注：获奖者以标示。
| 最佳影片 | 最佳外语片 |
| --- | --- |
| - 《为奴十二年》 - 《美国骗局》 - 《怒海劫》 - 《藥命俱樂部》 - 《地心引力》 - 《雲端情人》 - 《內布拉斯加》 - 《菲洛梅娜》 - 《華爾街之狼》 | - 《絕美之城》（意大利） - 《破碎之家》（比利時） - 《消失的影像》（柬埔寨） - 《謊言的烙印》（丹麥） - 《奧馬》（巴勒斯坦） |
| 最佳纪录片 | 最佳动画长片 |
| - 《离巨星二十英尺》 - 《殺戮演繹》 - 《小可愛與拳擊手》 - 《骯髒戰爭》 - 《廣場》 | - 《冰雪奇緣》 - 《疯狂原始人》 - 《神偷奶爸2》 - 《起风了》 - 《艾特熊和赛娜鼠》 |
| 最佳真人短片 | 最佳纪录短片 |
| - 《氦》 - 《那不是我》 - 《失去一切之前》 - 《我非要照顾这一切吗？》 - 《沃尔曼先生的问题》 | - 《6号女士：音乐拯救了我的生活》 - 《挖穴人》 - 《直面恐惧》 - 《善恶有报》 - 《牢狱的终结》 |
| 最佳动画短片 | 最佳导演 |
| - 《哈布洛先生》 - 《野孩子》 - 《马儿快跑》 - 《短暂和平》 - 《女巫的扫帚》 | - 艾方索·柯朗－《地心引力》 - 马丁·斯科塞斯－《華爾街之狼》 - 史提夫·麥昆－《为奴十二年》 - －《內布拉斯加》 - 大卫·欧·拉塞尔－《美国骗局》 |
| 最佳男主角 | 最佳女主角 |
| - 马修·麦康纳－《达拉斯买家俱乐部》 - 布魯斯·鄧恩－《內布拉斯加》 - 切瓦特·埃加福特－《为奴十二年》 - 莱昂纳多·迪卡普里奥－《華爾街之狼》 - 克里斯汀·貝爾－《美国骗局》 | - 凯特·布兰切特－《藍色茉莉》 - 珊卓·布拉克－《地心引力》 - 茱蒂·丹契－《菲洛梅娜》 - 梅麗·史翠普－《八月：奥色治郡》 - 艾美·亞當斯－《美国骗局》 |
| 最佳男配角 | 最佳女配角 |
| - 杰瑞德·莱托－《藥命俱樂部》 - 巴克哈德·阿布迪－《怒海劫》 - 布萊德利·古柏－《美国骗局》 - 麥克·法斯賓達－《为奴十二年》 - 喬納·希爾 －《華爾街之狼》 | - 露琵塔·尼詠歐－《为奴十二年》 - 莎莉·霍金斯－《藍色茉莉》 - 珍妮佛·勞倫斯－《美国骗局》 - 茱莉娅·罗伯茨－《八月：奥色治郡》 - 瓊·史桂布－《內布拉斯加》 |
| 最佳原创剧本 | 最佳改编剧本 |
| - 斯派克·琼斯－《雲端情人》 - 埃里克·沃伦·桑格和大卫·欧·拉塞尔－《瞞天大佈局》 - 伍迪·艾伦－《藍色茉莉》 - 克雷格·鲍登和梅丽莎·瓦莱克－《达拉斯买家俱乐部》 - 鲍勃·尼尔森－《內布拉斯加》 | - 约翰·里德利－《为奴十二年》 - 理察·林克萊特、茱莉·蝶兒和伊森·霍克－《愛在午夜希臘時》 - 比利·雷－《怒海劫》 - 史蒂芬·柯根和杰夫·波普－《菲洛梅娜》 - 特伦斯·温特－《華爾街之狼》 |
| 最佳摄影 | 最佳剪辑 |
| - 艾曼紐爾·盧貝茲基－《地心引力》 - 菲利浦·勒蘇德－《一代宗師》 - 布鲁诺·德尔邦内尔－《醉鄉民謠》 - 费东·帕帕米科尔－《內布拉斯加》 - 羅傑·狄金斯－《囚徒》 | - 艾方索·柯朗和马克·桑格 －《地心引力》 - 杰伊·卡西迪、克里斯平·斯特拉瑟斯和阿兰·鲍姆加滕 －《美国骗局》 - 克里斯多福·勞斯 －《怒海劫》 - 让-马克·瓦雷和马丁·佩萨 －《达拉斯买家俱乐部》 - 喬·沃克 －《为奴十二年》 |
| 最佳原创音乐 | 最佳原创歌曲 |
| - 史蒂文·普賴斯 －《地心引力》 - 約翰·威廉斯 －《偷書賊》 - 威廉·巴特勒和欧文·帕雷特 －《雲端情人》 - 亚历山大·德斯普拉 －《菲洛梅娜》 - 湯瑪斯·紐曼 －《大夢想家》 | - 《随它吧》－《冰雪奇缘》 作曲：克里斯汀·安德生-洛佩兹和罗伯特·洛佩兹 作詞：克里斯汀·安德生-洛佩兹和罗伯特·洛佩兹 - 《高兴》－《神偷奶爸2》 作曲：法瑞尔·威廉姆斯 作詞：法瑞尔·威廉姆斯 - 《月光曲》－《雲端情人》 作曲：卡伦·欧 作詞：卡伦·欧和斯派克·琼斯 - 《爱得平凡》－《曼德拉：漫漫自由路》 作曲：U2樂團 作詞：波諾 註：原提名作品之一《孤独无尽》取消資格。                   |
| 最佳音效剪辑 | 最佳音响效果 |
| - 格伦·弗里曼托 －《地心引力》 - 史蒂夫·博得德克和理查德·添姆斯 －《海上生存記》 - 奥利弗·塔尼 －《怒海劫》 - 布伦特·比尔格 －《霍比特人2：史矛革荒漠》 - 怀利·史代文 －《孤独的生还者》 | - 斯基普·列夫赛、尼夫·阿迪力和克里斯托弗·本斯泰德 & 克里斯·蒙罗 －《地心引力》 - 克里斯·伯登、马克·泰勒和迈克·普莱斯特伍德·史密斯 & 克里斯·蒙罗 －《怒海劫》 - 克里斯托弗·博伊斯、迈克尔·赫斯奇、迈克尔·斯曼内科和托尼·约翰逊 －《哈比人：荒谷惡龍》 - 斯基普·列夫赛、格雷格·奥尔洛夫和彼得·F·库兰 －《醉鄉民謠》 - 安迪·科亚马、博·伯德斯和大卫·布朗劳 －《孤独的生还者》             |
| 最佳化妝與髮型設計 | 最佳服装设计 |
| - 阿德瑞萨·李和罗宾·马修斯－《藥命俱樂部》 - 斯蒂芬·普劳蒂－《》 - 乔尔·哈洛和格洛丽亚·帕卡-卡茜－《獨行俠》 | - 凯瑟琳·马丁－《大亨小傳》 - 迈克尔·威尔金森－《美国骗局》 - 張叔平－《一代宗師》 - 迈克尔·奥康纳－《狄更斯的秘密情史》 - 帕特丽夏·诺里斯－《为奴十二年》 |
| 最佳艺术设计 | 最佳视觉效果 |
| - 《大亨小傳》 場景設計：凯瑟琳·马丁 佈景裝飾：贝弗利·邓恩 - 《美国骗局》 場景設計：朱迪·贝克 佈景裝飾：希瑟·勒夫勒 - 《地心引力》 場景設計：安迪·尼科尔森 佈景裝飾：罗西·古德温 & 乔安妮·伍拉德 - 《雲端情人》 場景設計：K·K·布雷特 佈景裝飾：基恩·塞德纳 - 《为奴十二年》 場景設計：亚当·施托克豪森 佈景裝飾：爱丽丝·贝克 | - 蒂姆·韦伯、克里斯·劳伦斯、戴夫·舍克和尼尔·科博尔德－《地心引力》 - 乔·莱特瑞、埃里克·赛恩登、大衛·克萊頓和埃里克·雷诺兹－《霍比特人2：史矛革荒漠》 - 克里斯托弗·汤森、盖伊·威廉姆斯、埃里克·纳什和丹·苏迪科－《鋼鐵人3》 - 提姆·亚历山大、加里·布洛占尼奇、埃德森·威廉姆斯和约翰·弗拉泽－《獨行俠》 - 罗杰·盖伊泽、帕特里克·蒂巴赫、本·格罗斯曼和伯特·道尔顿－《星际迷航：暗黑无界》 |

### 学院荣誉奖
2013年11月16日，学院颁发第五届理事会奖，首届理事会奖于2009年11月14日颁发。得奖者名单如下：

#### 奥斯卡荣誉奖
- 安吉拉·兰斯伯里
- 史蒂夫·马丁
- 宮崎駿
- 皮耶罗·托西（英语：Piero Tosi）

#### 戈登·E·索耶獎
- 彼得·W·安德森（英语：Peter W. Anderson）

#### 简·赫尔索特人道精神奖
- 安吉丽娜·朱莉

### 多重提名
| 提名数 | 片名                      |
| ------ | ------------------------- |
| 10     | 《美国骗局》              |
| 10     | 《地心引力》              |
| 9      | 《为奴十二年》            |
| 6      | 《菲利普斯船长》          |
| 6      | 《达拉斯买家俱乐部》      |
| 6      | 《内布拉斯加》            |
| 5      | 《雲端情人》              |
| 5      | 《华尔街之狼》            |
| 4      | 《菲洛梅娜》              |
| 3      | 《蓝色茉莉》              |
| 3      | 《霍比特人2：史矛革之战》 |
| 2      | 《八月：奥色治郡》        |
| 2      | 《卑鄙的我2》             |
| 2      | 《冰雪奇缘》              |
| 2      | 《一代宗师》              |
| 2      | 《了不起的盖茨比》        |
| 2      | 《醉乡民谣》              |
| 2      | 《独行侠》                |
| 2      | 《孤独的生还者》          |

| 获奖数 | 片名                 |
| ------ | -------------------- |
| 7      | 《地心引力》         |
| 3      | 《达拉斯买家俱乐部》 |
| 3      | 《为奴十二年》       |
| 2      | 《冰雪奇缘》         |
| 2      | 《了不起的盖茨比》   |

## 颁奖及表演嘉宾名单
註：下列个人及团体按出场顺序排列：

### 颁奖嘉宾
| 姓名                              | 角色                                                                   |
| --------------------------------- | ---------------------------------------------------------------------- |
| 西德林·福克斯                     | 第86届奥斯卡金像奖报幕员                                               |
| 安妮·海瑟薇                       | 颁发最佳男配角奖                                                       |
| 占·基利                           | “银幕英雄”环节主持人                                                   |
| 凯丽·华盛顿                       | 介绍最佳原创歌曲提名作品《高兴》                                       |
| 塞缪尔·杰克逊 娜奥米·沃茨         | 颁发最佳服装设计奖和最佳化妆与发型设计奖                               |
| 哈里森·福特                       | 介绍最佳影片提名电影《美国骗局》、《达拉斯买家俱乐部》、《华尔街之狼》 |
| 查尼·泰坦                         | 介绍奥斯卡团队竞赛六名优胜者                                           |
| 马修·麦康纳 金·诺瓦克             | 颁发最佳动画短片奖和最佳动画片奖                                       |
| 莎莉·菲尔德                       | 支持致敬凡人英雄环节                                                   |
| 约瑟夫·高登-莱维特 艾玛·沃特森    | 颁发最佳视觉效果奖                                                     |
| 扎克·埃夫隆                       | 介绍最佳原创歌曲提名作品《月光曲》                                     |
| 凯特·哈德森 杰森·苏戴奇斯         | 颁发最佳实景短片奖和最佳纪录短片奖                                     |
| 泰勒·佩里                         | 介绍最佳影片提名电影《内布拉斯加》、《她》、《地心引力》               |
| 布莱德利·库珀                     | 颁发最佳纪录片奖                                                       |
| 凯文·史派西                       | 介绍奥斯卡荣誉奖和简·赫尔索特人道精神奖                                |
| 维奥拉·戴维斯 伊万·麦克格雷格     | 颁发最佳外语片奖                                                       |
| 布拉德·皮特                       | 介绍最佳原创歌曲提名作品《爱得平凡》                                   |
| 克莉絲汀·貝爾 迈克尔·B·乔丹       | 介绍奥斯卡科技成果奖和欧文·G·托尔伯格纪念奖                            |
| 克里斯·海姆斯沃斯 查理兹·塞隆     | 颁发最佳音响效果奖和最佳音效剪辑奖                                     |
| 克里斯托弗·瓦尔兹                 | 颁发最佳女配角奖                                                       |
| 谢里尔·布恩·艾萨克斯 （学院主席） | 隆重介绍于2017年揭幕的电影宫                                           |
| 艾米·亚当斯 比尔·莫瑞             | 颁发最佳摄影奖                                                         |
| 安娜·肯德里克 加布蕾·丝迪贝       | 颁发最佳剪辑奖                                                         |
| 乌比·戈德堡                       | 主持纪念《绿野仙踪》上映75周年纪念环节并介绍歌曲《彩虹之上》           |
| 本尼迪克特·康伯巴奇 珍妮佛·嘉纳   | 颁发最佳艺术指导奖                                                     |
| 克里斯·埃文斯                     | 主持荧屏超级英雄环节                                                   |
| 格伦·克洛斯                       | 主持纪念环节                                                           |
| 戈尔迪·霍恩                       | 介绍最佳影片提名电影《内布拉斯加》、《菲洛梅娜、《为奴十二年》         |
| 约翰·特拉沃尔塔                   | 介绍最佳原创歌曲提名作品《随它吧》                                     |
| 杰西卡·贝尔 杰米·福克斯           | 颁发最佳原创音乐奖和最佳原创歌曲奖                                     |
| 佩内洛普·克鲁兹 罗伯特·德尼罗     | 颁发最佳改编剧本奖和最佳原创剧本                                       |
| 安吉丽娜·朱莉 西德尼·波蒂埃       | 颁发最佳导演奖                                                         |
| 丹尼尔·戴-刘易斯                  | 颁发最佳女主角奖                                                       |
| 詹妮弗·劳伦斯                     | 颁发最佳男主角奖                                                       |
| 威尔·史密斯                       | 颁发最佳影片奖                                                         |

### 表演嘉宾
| 姓名                 | 角色       | 表演                                   |
| -------------------- | ---------- | -------------------------------------- |
| 威廉·罗斯            | 编曲兼指挥 | 管弦乐指挥                             |
| 法瑞尔·威廉姆斯      | 表演者     | 《卑鄙的我2》插曲《高兴》              |
| 凯伦·O 伊斯拉·科尼格 | 表演者     | 《雲端情人》插曲《月光曲》             |
| U2乐团               | 表演者     | 《曼德拉：漫漫自由路》插曲《爱得平凡》 |
| 粉红佳人             | 表演者     | 《绿野仙踪》插曲《彩虹之上》           |
| 贝蒂·米勒            | 表演者     | 纪念环节演唱歌曲《迎风展翅》           |
| 伊迪娜·门泽尔        | 表演者     | 《冰雪奇缘》插曲《随它吧》             |

## 典礼资讯

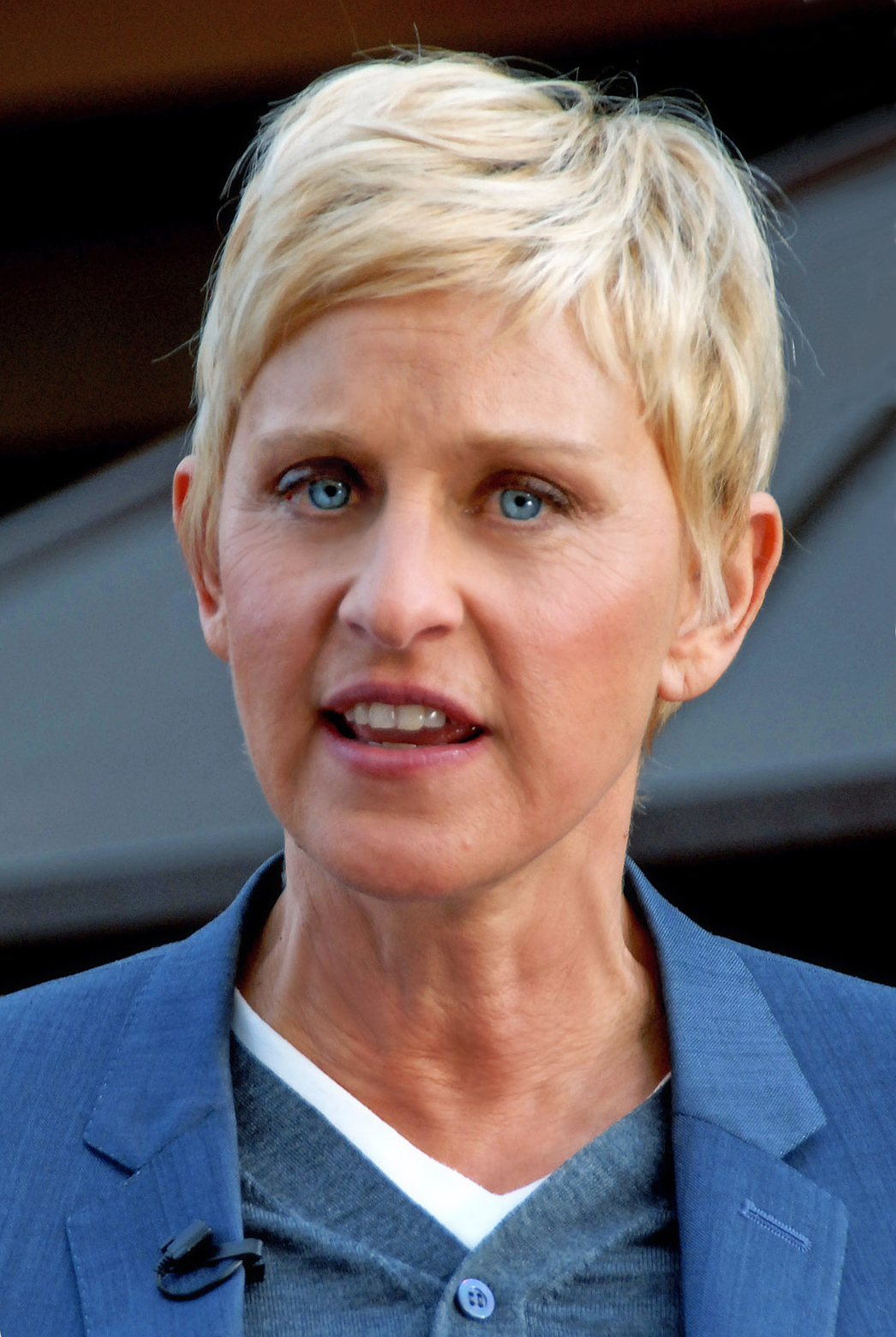
艾伦·德杰尼勒斯再度主持奥斯卡

学院不顾去年颁奖礼毁誉参半的评价，再次聘任尼尔·梅隆和克雷格·乍丹担任制片人。然而，塞思·麦克法兰宣布不再担任司仪，他在推特发布声明：“批评声带来的打击，让我无法再次出席奥斯卡，尽管尝试依照日程表工作是明智的，但我真的要洗洗睡了。”此外，一个多月前曾与《周六夜现场》同僚艾米·波勒共同主持第70届金球奖的喜剧演员蒂娜·菲，接受《赫芬顿邮报》专栏作者麦克·莱恩专访时，表示会拒绝任何主持奥斯卡广播节目的提议并评论道：“我只觉得做这样的演出很辛苦，尤其对女性而言，有几个月都是在穿礼服中度过的——没辙。”
谢丽尔·布恩·艾萨克斯当选美国电影艺术与科学学会主席不久后，2013年8月，梅隆和乍丹正式宣布《艾伦秀》主持人艾伦·德杰尼勒斯担任典礼司仪。他们这样解释再次请回艾伦担任主持人的原因：“我们这对老朋友，一直想找一个能让我们共同合作的项目，想必没有什么能比携手呈现奥斯卡颁奖典礼更为精彩的了。如今没有多少明星的喜剧天赋、热情和人情味能与她比肩，她的粉丝无处不在。我们希望杜比剧院和全球各地的家庭观众，听到这一消息感到兴奋。”艾伦本人对此消息很高兴：“第二次主持奥斯卡了，当然高兴。照他们所说，看来拿第三次就要魅力了。”
按照去年的惯例，梅隆和乍丹给今年定的主题是“向荧屏英雄致敬”：“借致敬那些丰富了我们观影体验的英雄，我们希望营造一个充满欢乐的夜晚。其中包括那些承担风险，以挑衅性主题和大胆的角色冲击我们的演员和制片人们。他们都是荧屏英雄。”为了回应主题，学院在贝弗利山庄总部大堂举办举办“奥斯卡致敬电影英雄”的展览。展览精选共70部电影的海报、剧照和道具，包括剧本、漫画书和真实生活中的英雄。“官方指定超级英雄”《超凡蜘蛛侠》主演安德鲁·加菲尔德与5岁癌症康复者梅利·斯科特原订共同亮相展览，但这一环节因时间关系被取消。
其他人亦参与了节目的转播和推广。荣获托尼奖的艺术总监德里克·麦克莱恩为演出设计了一套新的舞美。制片人保罗·费戈制作了一分钟的典礼预告片，片中德杰尼勒斯与250名舞者同台献舞，对着摇滚乐队发脾气的菲兹的歌曲《浪行者》的口型。典礼期间，查尼·泰坦介绍了一支“奥斯卡之队”，由学院从全国高校中甄选的六名学生组成，在典礼中负责给颁奖嘉宾递奖杯。前美国小姐蕾切尔·史密斯将主持典礼官网幕后视频播客“探班奥斯卡”。

### 讀錯名事件
表演者約翰·屈伏塔在介绍演唱《冰雪奇缘》主题曲《随它吧》的歌手伊迪娜·门泽尔“Idina Menzel”时，将伊迪娜的名字错念成“Adele Dazeem”，让屈伏塔在社交媒体上被人嘲笑和奚落，#AdeleDazeem在推特的人气上升，还出现了Adele Dazeem的推特帐户。根据E!的消息，门泽尔透露她对这种硬伤表示不安。据报道，门泽尔还把自己的“名字”Adele Dazeem印在节目单上自我解嘲，表示自己以往的演出作品是“Nert”（Rent，《吉屋出租》）、“Wicked-ly”（Wicked，《女巫前傳》）和“Farfignugen”（Frozen，《冰雪奇缘》）。典礼结束后的第三天，屈伏塔正式向门泽尔道歉。

### 提名电影票房表现
截至2014年1月16日提名揭晓之日，九部提名电影的北美票房合共6.72亿美元，平均每部7200万美元。其中最高票房为《地心引力》斩获的2.56亿美元，《菲利普斯船长》以1.055亿美元位列其后，紧随其后的是《美国骗局》（1.054亿美元）、《华尔街之狼》（8070万美元）、《为奴十二年》（3900万美元）、《菲洛梅娜》（2300万美元）、《达拉斯买家俱乐部》（1680万美元）、《她》（990万美元）和《内布拉斯加》（850万美元）。年度50部最卖座电影有14部提名奥斯卡奖，仅有《冰雪奇缘》（第3名）、《卑鄙的我2》（第4名）、《地心引力》（第7名）、《疯狂原始人》（第14名）、《菲利普斯船长》（第29名）、《美国骗局》（第30名）、《华尔街之狼》（第42名）提名最佳影片、最佳动画长片、或任一导演、演员、编剧奖。获得提名的卖座电影还有《钢铁侠3》（第2名）、《霍比特人2：史矛革荒漠》（第8名）、《星际迷航：暗黑无界》（第11名）、《蠢蛋搞怪秀4：坏祖父》（第31名）、《独行侠》（第38名）和《大梦想家》（第49名）
。

### 艾伦玩自拍
在介绍奥斯卡科技成果奖的环节之前，艾伦与十一位现场嘉宾布莱德利·库珀、杰瑞德·莱托、詹妮弗·劳伦斯、布拉德·皮特、查尼·泰坦、安吉丽娜·朱莉、凯文·史派西、露皮塔·尼永奥、Peter Nyong'o、茱莉亚·罗伯茨、梅丽尔·斯特里普玩起自拍，并上传至推特。该照片在两周内转推超过300万次，超越奥巴马竞选连任总统成功后，与米歇尔·奥巴马拥抱的照片转推778801次的记录，导致网站访问异常。

### 专业评价
典礼收到了毁誉参半的评价。一些媒体对表演很是挑剔。《匹兹堡邮报》电视评论家罗伯·欧文感叹：“德杰尼勒斯为周日的典礼带来可预见的体面，这跟指定赞助品牌比起来简直是败笔。”他还讽刺“致敬银幕英雄”短片过于耗时间，皆因奥斯卡剪辑向来如此。Hitfix专栏作者艾伦·赛普威尔哀叹典礼“已黔驴技穷，所有乐趣被获奖者感言抢光。”他表示，德杰尼勒斯的许多绝技都失败收场，《绿野仙踪》75周年献礼环节感觉太随便。《好莱坞报道》的蒂姆·古德曼则打趣：“差劲的导演和制片，口水不断，要么就是无聊，要么就是德杰尼勒斯畏首畏尾至少半个小时，似乎完全放弃的样子，搞得典礼华而不实。”他还指出，表演使用大量的短片铺垫和桥段，拖累转播的步伐。
其他媒体对转播的评价更为积极。《电视指南》电视评论家马特·劳什，认为德杰尼勒斯“减轻奥斯卡必然会有的沉闷补丁以往给人的痛苦”，还盛赞数位演员和典礼的音乐。美联社的弗雷泽·摩尔称赞德杰尼勒斯的表现：“她似乎成为那晚无言的主题：让好莱坞时髦一族给观众以人性化。作为回报，巨星们展示出最好一面。”他总结：“总之，奥斯卡就是时尚秀，弹壳少，尴尬少，渐入渐出。”《每日野兽》娱乐编辑马洛·斯特恩表示：“德杰尼勒斯遵循最出色的典礼司仪比利·克里斯托、蒂娜·菲和艾米·波勒的步伐，顺应观众，与大腕有着过多的欢乐互动。”

### 資格取消事件
《似是孤独》歌曲的製作者布鲁斯·布劳顿因爲違反了奧斯卡公關規則，透過電郵向其他成員拉票，呼籲對方「要留意這首作品」，此舉遭判違反投票規則，因此大會取消其奥斯卡最佳原創歌曲獎的提名資格。但布鲁斯事後並不承認有拉票之意。空缺的名額並不會再補上其他作品。

### 收视率
美国广播公司在美国直播了典礼，全程平均吸引4372万人观看，较去年增长6%。据估计，有7278万观众观看了所有或一部分奖项。有25.66%的家庭观看典礼，占总收视份额39.93%。此外，节目在18-49岁年龄段观众赢得了13.79%的较高收视率，占总收视份额34.52%。这是奥斯卡奖转播自2000年72届以来的最高收视率。

## 纪念
本届的“致敬”纪念环节，由女演员格伦·克洛斯呈现。片段的主题音乐，出自约翰·拜瑞配乐电影《时光倒流七十年》，结束时歌手贝蒂·米勒演唱电影《情比姊妹深》主题曲《迎风展翅》。典礼一个多星期前去世的摄影助理沙朗·琼斯（Sarah Jones），在广告时间之前被简略提及。纪念人士如下：

| - 詹姆士·甘多费尼 - 凯伦·布莱克 - 湯姆·勞克林 - 露絲·鮑爾·賈華拉 - 卡门·萨帕塔 - 哈尔·尼达姆 - 理查德·谢泼德 - 斯图尔特·福瑞博 - 格里·汉布林 - 吉姆·凯利 - 斯蒂芬妮·麦克米兰 - 莱斯·布兰克 | - 艾琳·布伦南 - 保罗·沃克 - 费依·卡宁 - 查尔斯·L·坎贝尔 - 迪安娜·德宾 - 弗雷德里克·贝克 - A·C·莱尔斯 - 佩特罗·维拉霍斯 - 埃尔莫尔·伦纳德 - 安妮特·富尼切洛 - 爱德华多·科蒂尼奥 - 索尔·扎恩兹 | - 里兹·欧特拉尼 - 彼得·奥图 - 雷·哈利豪森 - 布莱恩·阿克兰-斯诺 - 理查德·格里菲斯 - 席德·西泽 - 罗杰·埃伯特 - 秀兰·邓波儿 - 琼·芳登 - 邵逸夫 - 胡安妮塔·摩尔 - 米奇·摩尔 | - 斯特芬·库德尔斯基 - 哈罗德·雷米斯 - 埃莉诺·帕克 - 雷·杜比 - 朱莉·哈里斯 - 马克西米利安·谢尔 - 李察·麦森 - 吉爾伯特·泰勒 - 汤姆·沙瑞克 - 埃丝特·威廉斯 - 菲利普·塞默·霍夫曼 |

## 另見
- 第20届美国演员工会奖（英语：20th Screen Actors Guild Awards）
- 第34届金酸梅奖（英语：34th Golden Raspberry Awards）
- 第68届托尼奖（英语：68th Tony Awards）
- 第56届格莱美奖
- 第66届黄金时段艾美奖
- 第71屆金球獎
- 第67屆英國電影學院獎
- 第86届奥斯卡金像奖最佳外语片角逐名单
- 第86屆奧斯卡金像獎最佳動畫片角逐名單